# Phù Đổng (phường)
Phù Đổng là một phường cũ thuộc thành phố Pleiku, tỉnh Gia Lai, Việt Nam.
Phường Phù Đổng có diện tích 4,53 km², dân số năm 2008 là 14.102 người, mật độ dân số đạt 3.113 người/km². Dân số năm 2019 là 42.306 người, mật độ dân số đạt 9.340 người/km².
Theo Nghị quyết số 1664/NQ-UBTVQH15 năm 2025, hợp nhất toàn bộ diện tích tự nhiên và dân số của 4 phường: Tây Sơn, Hội Thương, Hoa Lư, Phù Đổng và xã Trà Đa thành phường Pleiku.